# Orthocis freudei
Orthocis freudei là một loài bọ cánh cứng trong họ Ciidae. Loài này được Abdullah miêu tả khoa học năm 1973.